# Weintrauboa chikunii
Espèce
Synonymes
- Labulla contortipes chikunii Oi, 1979

Weintrauboa chikunii est une espèce d'araignées aranéomorphes de la famille des Linyphiidae.

## Distribution
Cette espèce est endémique de Honshū au Japon,. Elle se rencontre dans la préfecture de Nagano.

## Description
Le mâle holotype mesure 5,50 mm et la femelle paratype 7,40 mm.

## Systématique et taxinomie
Cette espèce a été décrite sous le protonyme Labulla contortipes chikunii par Oi en 1979. Elle est élevée au rang d'espèce par Eskov en 1992. Elle est placée dans le genre Weintrauboa par Hormiga en 2003.

## Étymologie
Cette espèce est nommée en l'honneur de Yasunosuke Chikuni.

## Publication originale
- Oi, 1979 : « New linyphiid spiders of Japan I (Linyphiidae). » Baika Literary Bulletin, vol. 16, p. 325-341.